# Amenemopet (fill d'Amenofis II)
Amenemopet va ser un príncep egipci de la XVIII dinastia. Probablement era fill d'Amenofis II.
Se’l coneix per l'anomenada estela C, que es troba al temple de l'Esfinx d'Amenofis II. Se l'identifica com un fill d'aquest faraó perquè l'estil de l'estela C és del regnat d'Amenofis II. És possible que sigui el príncep Amenemopet que es mostra a l'estela de la mainadera reial Senetruiu.